# Robert Hays
Robert Hays, född 24 juli 1947 i Bethesda i Maryland, är en amerikansk skådespelare, känd för en mängd olika tv- och filmroller sedan 1970-talet. Han fick sitt genombrott runt 1980, med huvudrollen i den amerikanska komediserien Angie och spelade huvudrollen som piloten Ted Striker i succéfilmen Titta vi flyger  och dess uppföljare. Andra filmroller inkluderar huvudrollen i komedin Nu skiter jag i det här jobbet (1981), och Bob Seaver, en av de mänskliga huvudkaraktärerna i Den otroliga vandringen (1993).  På tv spelade han huvudrollen i science fiction-serien Starman (1986–1987)  och den kortlivade FM (1989–1990). Han gjorde Tony Starks röst i Iron Man (1994) och hade en gästroll som Bud Hyde i That '70s Show (2000). 

## Biografi
Hays föddes i Bethesda i Maryland. Innan han flyttade till Hollywood bodde han i San Diego och  hade roller i San Diegos lokala teaterscen. Han arbetade i flera produktioner på Old Globe Theatre, inklusive rollen som Petruchio i en turnerande produktion av William Shakespeares Så tuktas en argbigga. 
1977 spelade Hays en militärkorpral i ett avsnitt av tv-serien Wonder Woman.
Han fick rollen som Ted Striker, den före detta  piloten i Titta vi flyger (1980), en parodi på katastroffilmer som Airport – flygplatsen, och medverkade även i Nu flyger vi ännu högre. 1981 var han värd för TV-serien Saturday Night Live. 
Han har uppträtt i många tv-filmer och gjort röstroller, som titelkaraktären i Marvel Comics -adapionen av Iron Man.

## Privatliv
Hays gifte sig med musikern och sångerskan Cherie Currie den 12 maj 1990. Paret har en son, Jake. Hays och Currie skilde sig 1997 efter sju års äktenskap.